# Rune Jansson
Pour les articles homonymes, voir Jansson.
Rune Jansson (né le 29 mai 1932 et mort le 24 novembre 2018 à Uddevalla) est un lutteur suédois spécialiste de la lutte gréco-romaine. Il participe aux Jeux olympiques d'été de 1956 dans la catégorie des poids moyens (73-79 kg). Il y remporte la médaille de bronze. Il participera également aux Jeux olympiques d'été de 1960.

## Palmarès

### Jeux olympiques
- Jeux olympiques de 1956 à Melbourne,  Australie
  -  Médaille de bronze.